# Yakup Satar
Yakup Satar j. tur. ﻳﻜﻮﭗ ﺳﺘﺎﺮ (ur. 11 marca 1898 na Krymie, zm. 2 kwietnia 2008 w Eskişehirze) – turecki weteran wojenny, ostatni w swoim kraju weteran I wojny światowej oraz wojny narodowo-wyzwoleńczej z lat 1919-1923, która doprowadziła do powstania Republiki Tureckiej. 
Podczas I wojny światowej jako ochotnik zaciągnął się do sprzymierzonej z Niemcami, armii tureckiej walcząc na froncie w Basrze na terenie ówczesnego Imperium Osmańskiego (dziś Irak). Miał sześcioro dzieci i piętnaścioro wnucząt.